# Phao cứu sinh

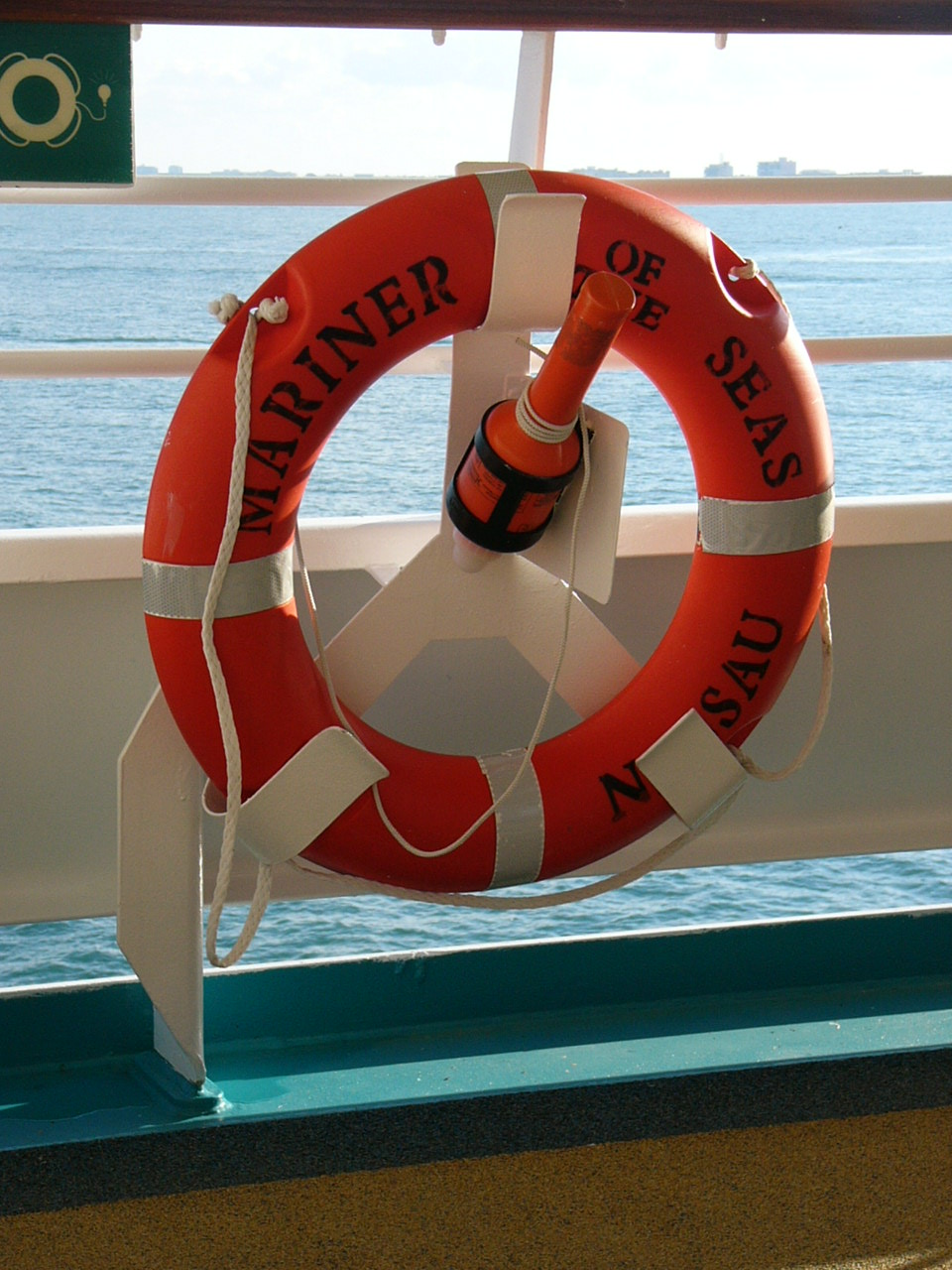
Phao tròn và đèn phao tròn trên tàu

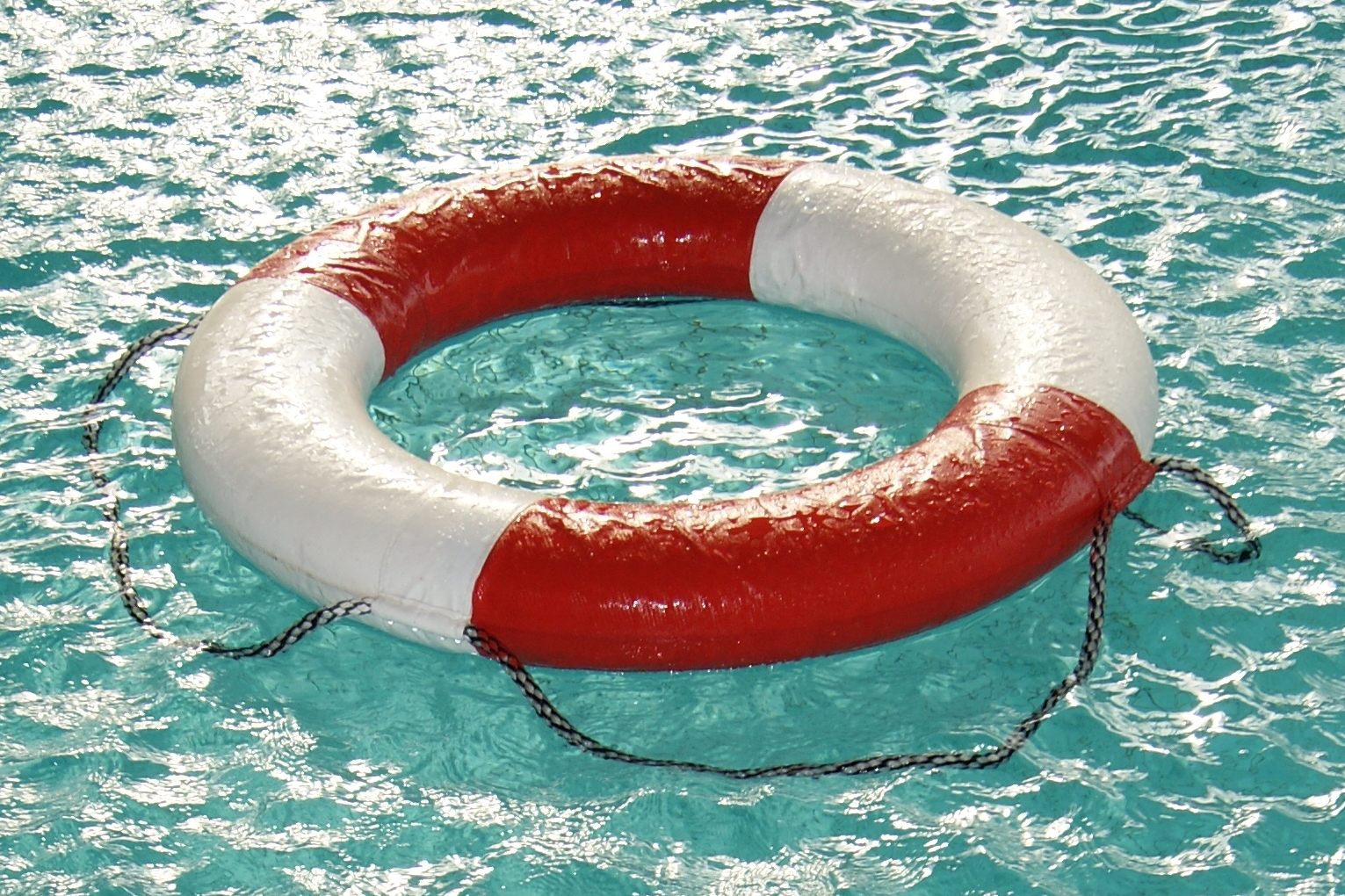
Phao tròn có dây nổi trên mặt nước

Phao cứu sinh là một loại phao có hình tròn được thiết kế để ném cho một người nào đó đang cần hỗ trợ dưới nước, nhằm tạo lực nổi để đảm bảo họ vẫn được an toàn không bị đuối nước .  Độ nổi của phao tròn cứu sinh tùy thuộc vào yêu cầu kỹ thuật cũng như yêu cầu của người dùng. Thường là từ 2kg đến 4.5kg, có thể tham khảo thêm danh sách các loại phao cứu sinh để hiểu rõ hơn. Một số phao cứu sinh hiện đại được gắn một hoặc nhiều đèn kích hoạt nước biển để hỗ trợ cứu hộ vào ban đêm.

## Vài cái tên khác
Phao tròn có vài cái tên khác bao gồm bánh xe an toàn, lifebelt, nước wheely, vòng phao, lifering, phao cứu sinh, bánh rán nhân thọ, bảo quản cuộc sống, Perry phao, hoặc vòng Kisbee.  "Kisbee ring", đôi khi là "kisby ring" hay "kisbie ring", nó được cho là đặt theo tên của nhà phát minh Thomas Kisbee (1792–1877), một sĩ quan hải quân người Anh. 

## Mô tả
Phao cứu sinh thường được dùng như một thiết bị nổi cá nhân, phao có hình tròn có dây nối vào để dễ cằm nắm hoặc ném cho người cần cứu hộ. Phao cứu sinh là một loại thiết bị cứu sinh nhất định phải có khi đi biển, nó thường được đặt trên tàu, trên cảng biển hoặc những nơi gần sông, gần biển có dây ném, để có thể ném nhanh cho người cần sử dụng. Các tàu thuyền lớn tại Việt Nam khi ra khơi cần phải trang bị rất nhiều thiết bị cứu sinh, phao tròn là một trong các thiết bị bắt buộc phải có. Khi gặp nạn mà dẫn đến tủ vong do không trang bị áo phao cứu sinh, Chủ tàu có thể bị phạt tiền (lên đến 5.000 bảng Anh ở Vương quốc Anh ) hoặc phạt tù.
Cơ quan Royal Life Saving Society Hoàng gia Anh cho rằng phao cứu sinh không thích hợp để sử dụng trong các hồ bơi bởi vì khi ném chiếc phao cứu sinh vào một hồ bơi đông đúc có thể gây tai nạn cho những người đang sử dụng hồ bơi. Ở những vị trí này, phao cứu sinh đã được thay thế bằng các thiết bị như phao ngư lôi . 
Tại Hoa Kỳ, phao cứu sinh được Cảnh sát biển chấp thuận được coi là thiết bị nổi cá nhân Loại IV. Cần có ít nhất một PFD Loại IV trên tất cả các tàu có chiều dài từ 26 feet trở lên. 
Leonardo da Vinci đã phác thảo một khái niệm về phao tròn, cũng như giày nổi và gậy thăng bằng để đi trên mặt nước. 

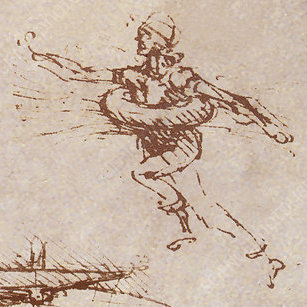
Bản phác thảo thiết kế của Leonardo da Vinci cho bánh xe an toàn
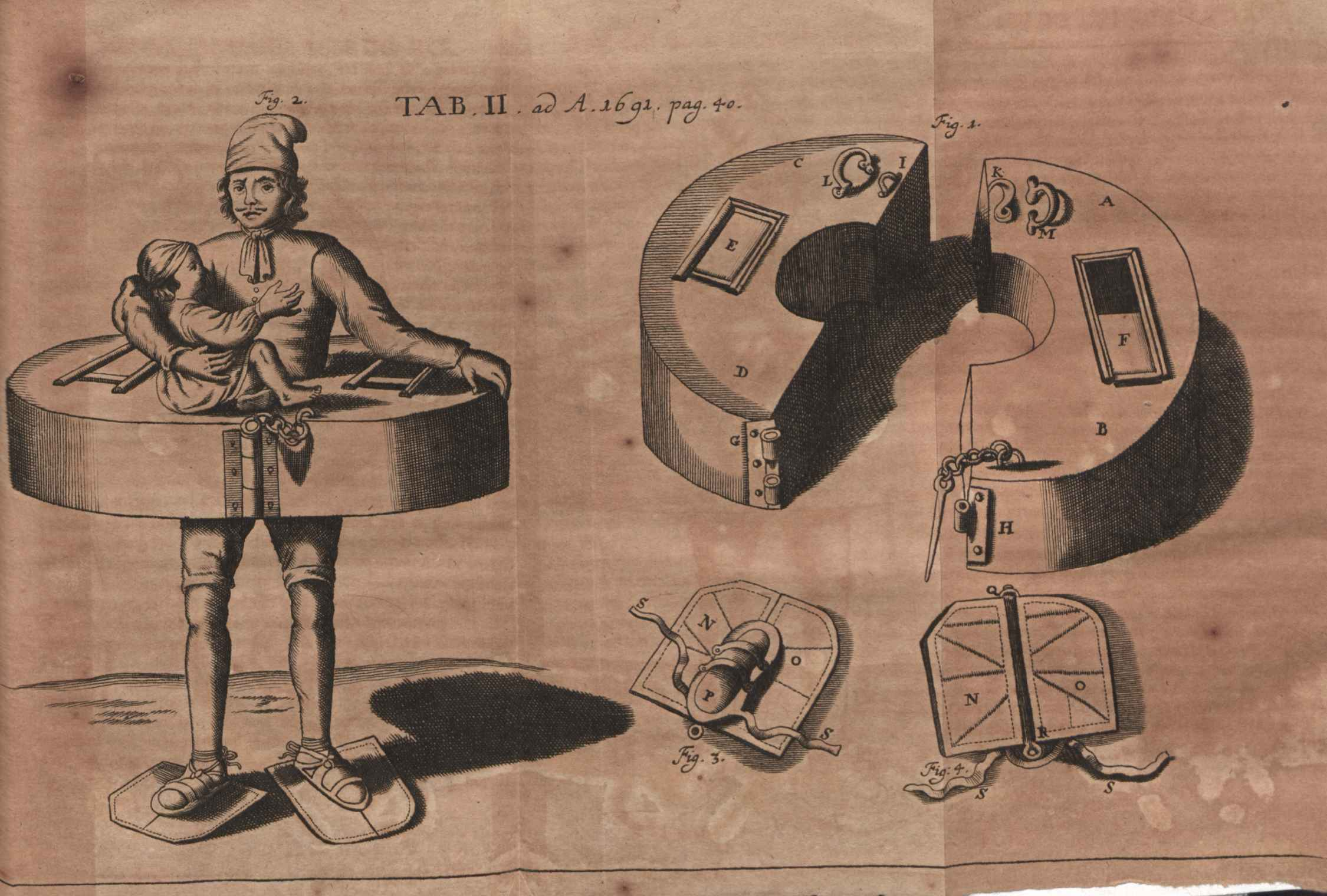
Các nghiên cứu đầu tiên về phao cứu sinh được minh họa trong Acta Eruditorum, 1691

## Thư viện ảnh các loại phao cứu sinh

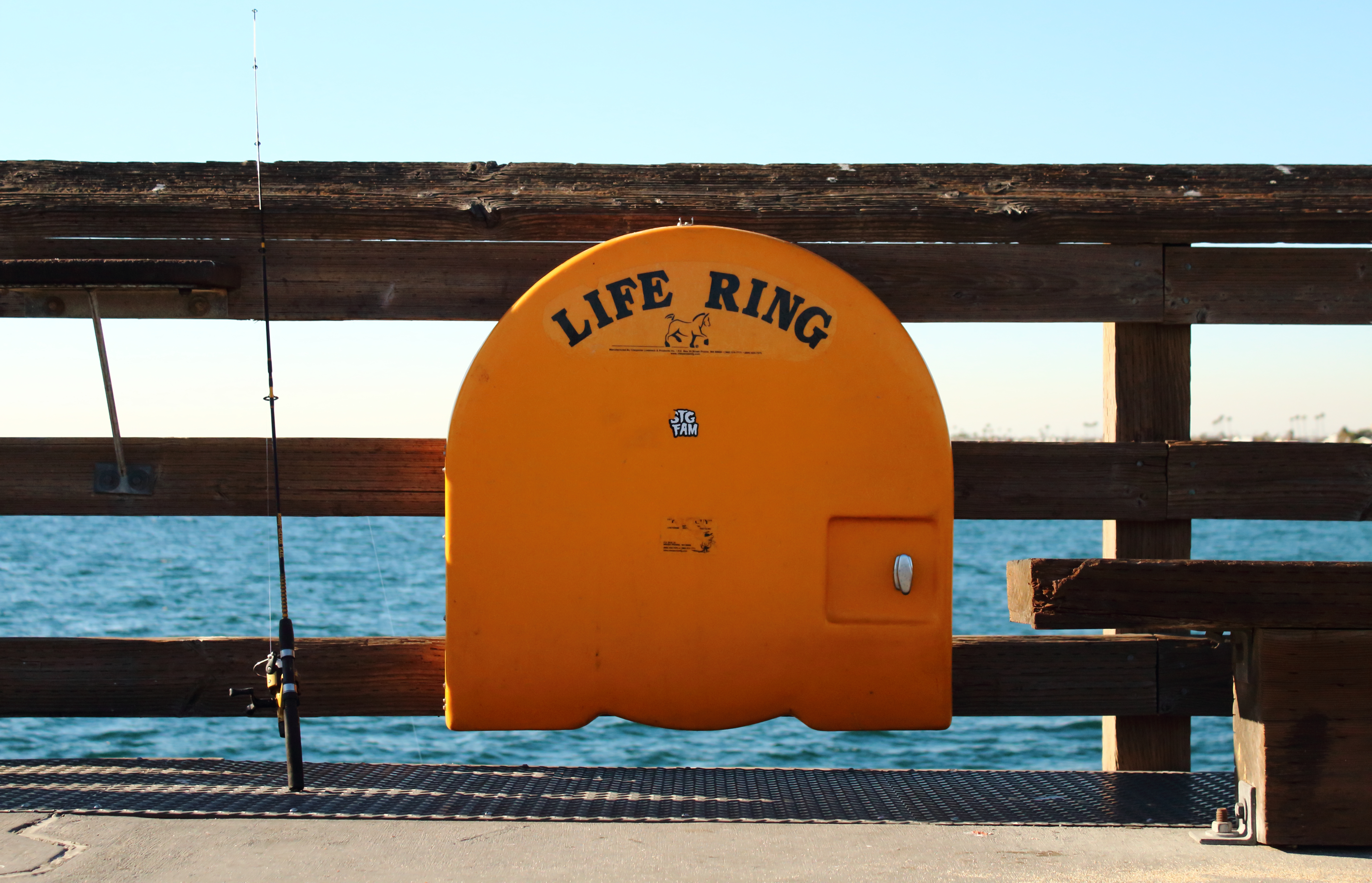
"Phao cứu sinh" ở Newport Beach, California
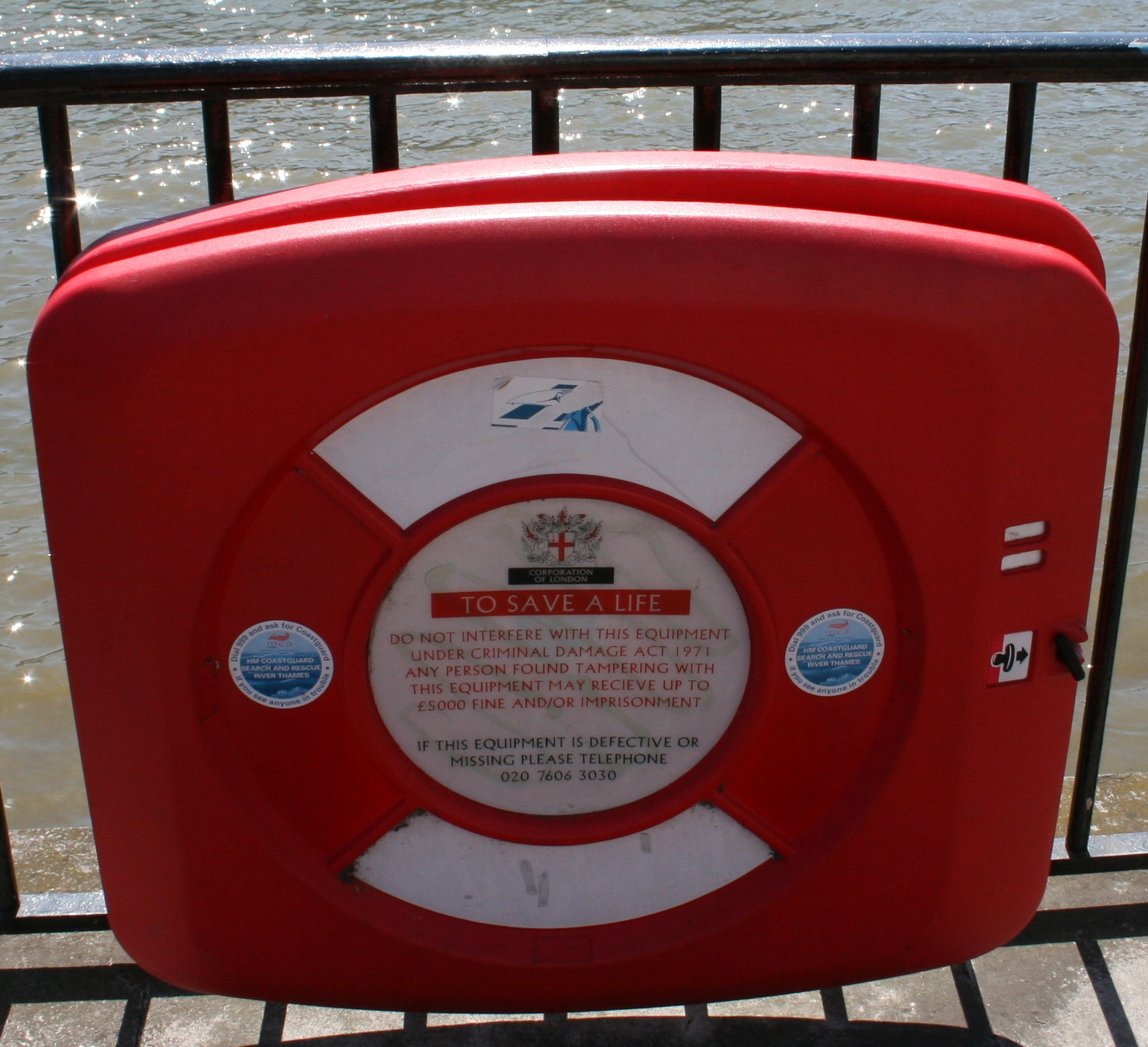
Một chiếc phao cứu sinh có vỏ bảo vệ bên sông Thames
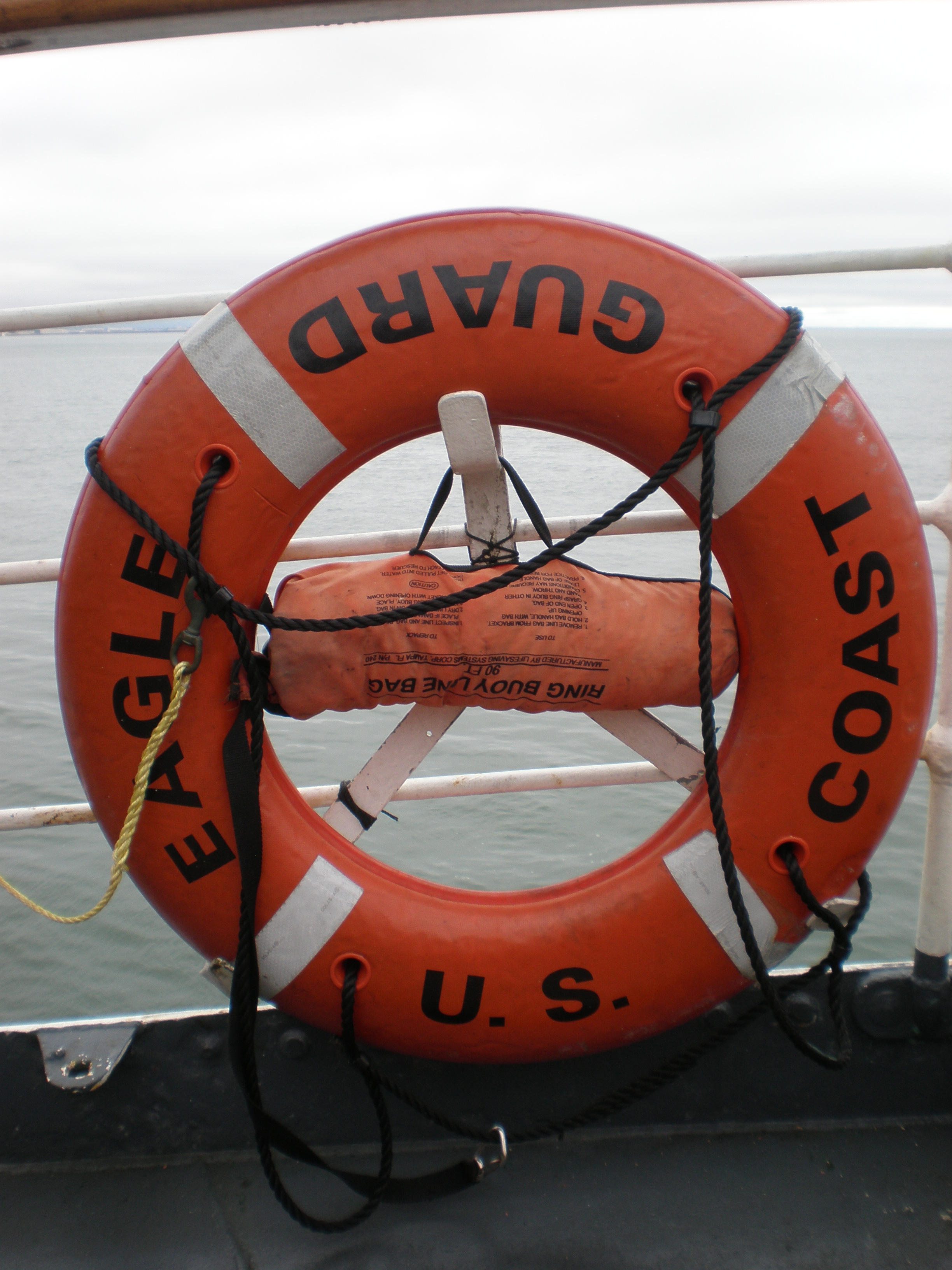
Phao tròn bản thương mại trên tàu USCGC Eagle
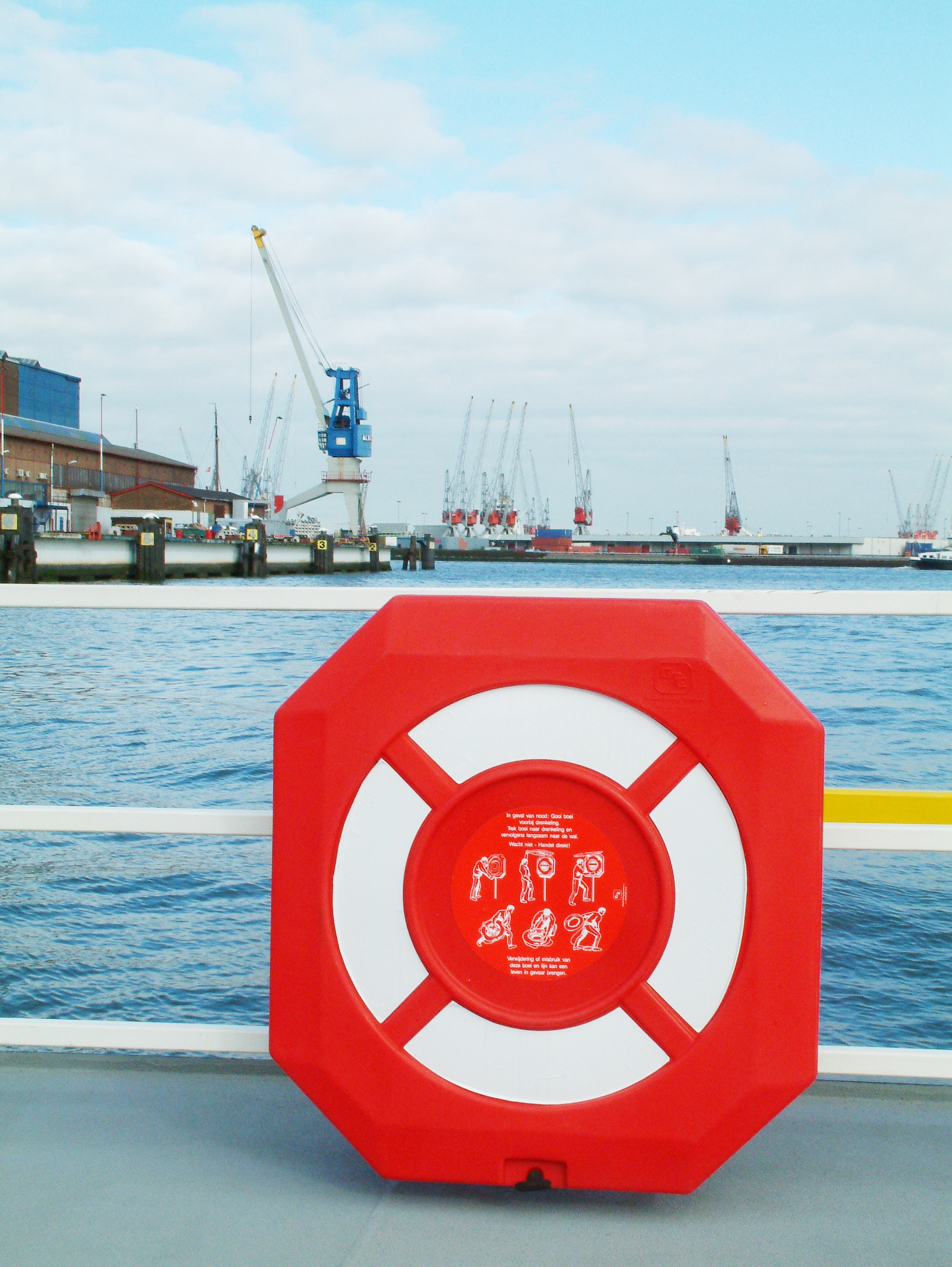
Aqualiner có phao tròn và dây ném
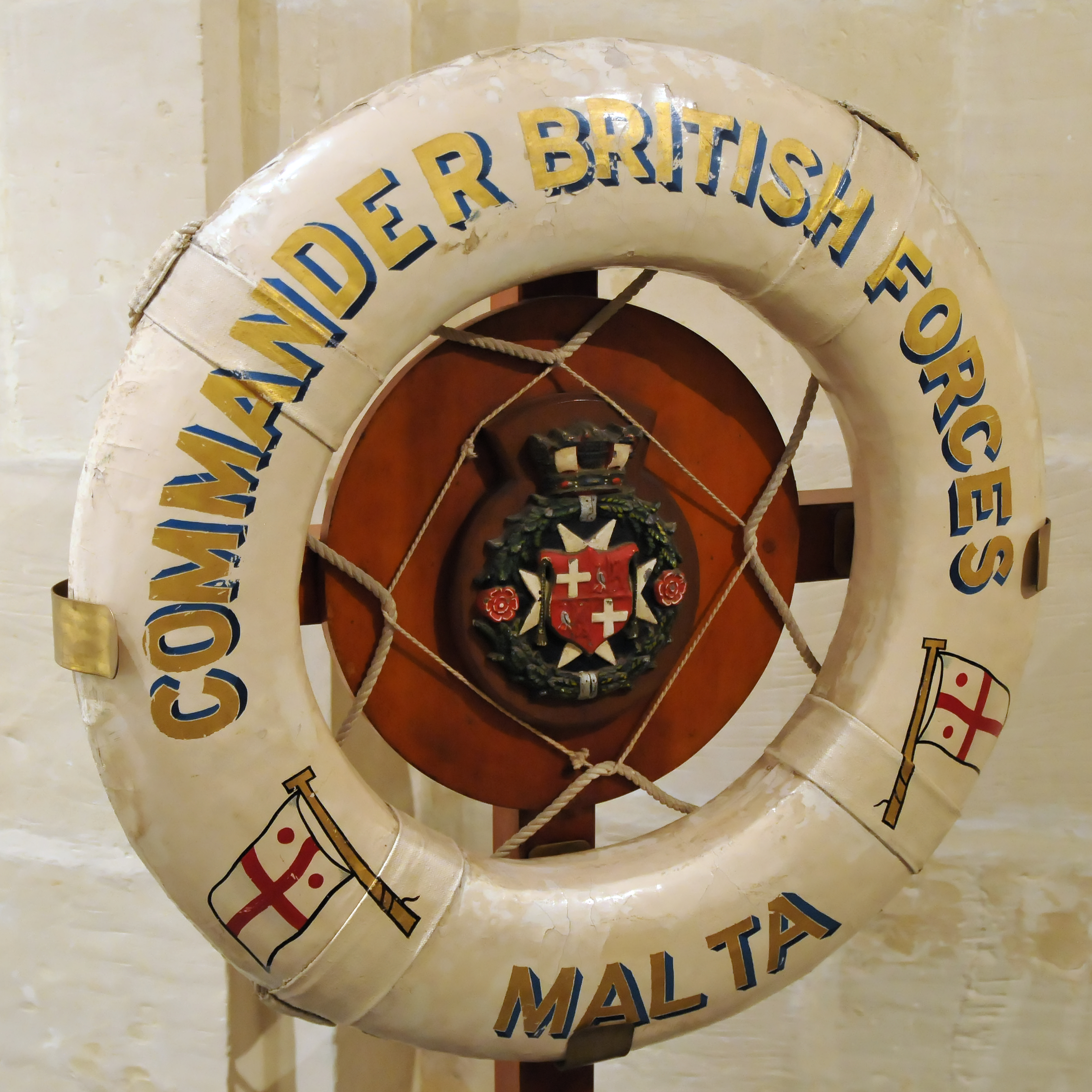
Một loại phao tròn "bản cổ"
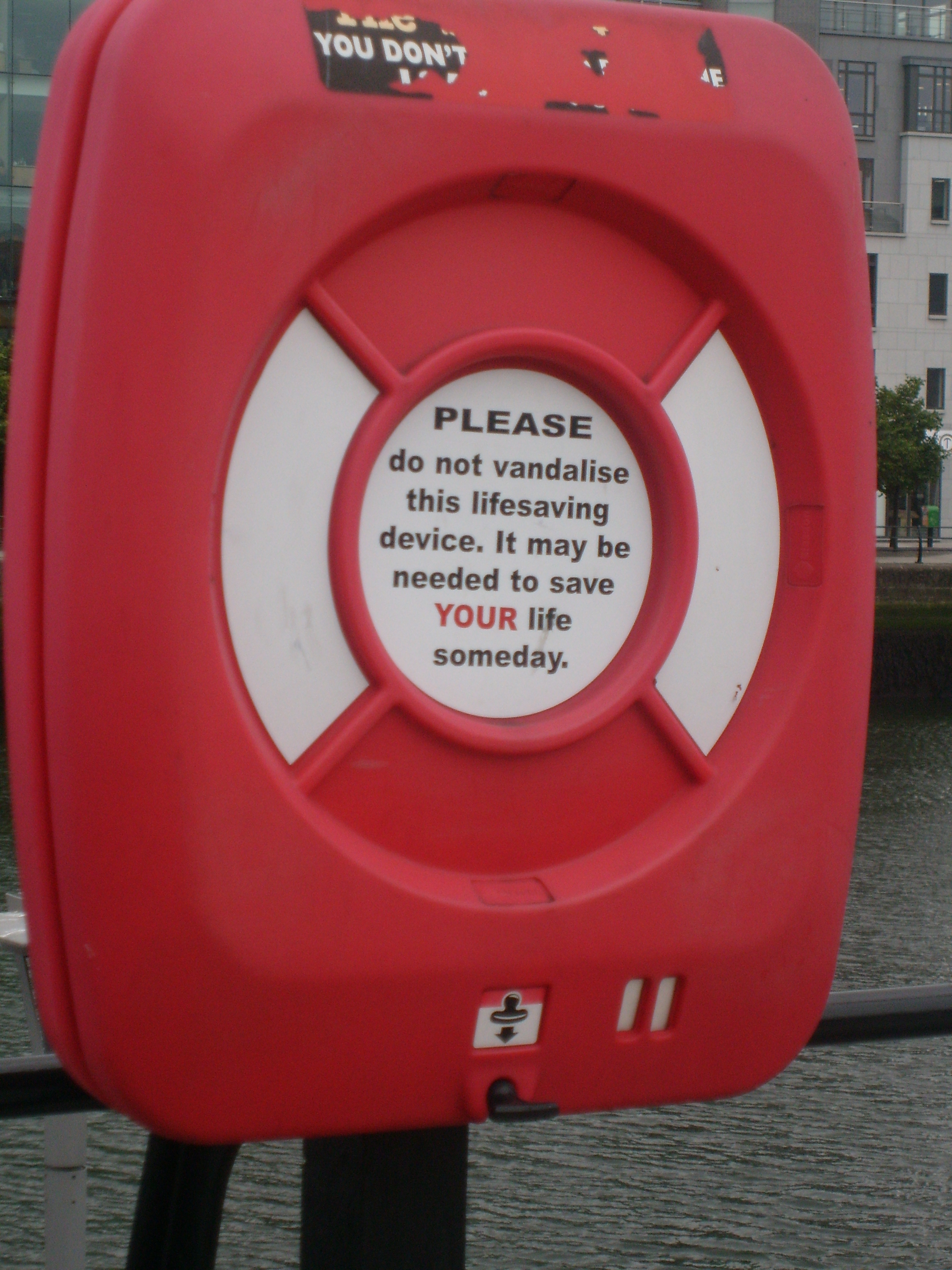
Phao cứu sinh ở Ireland
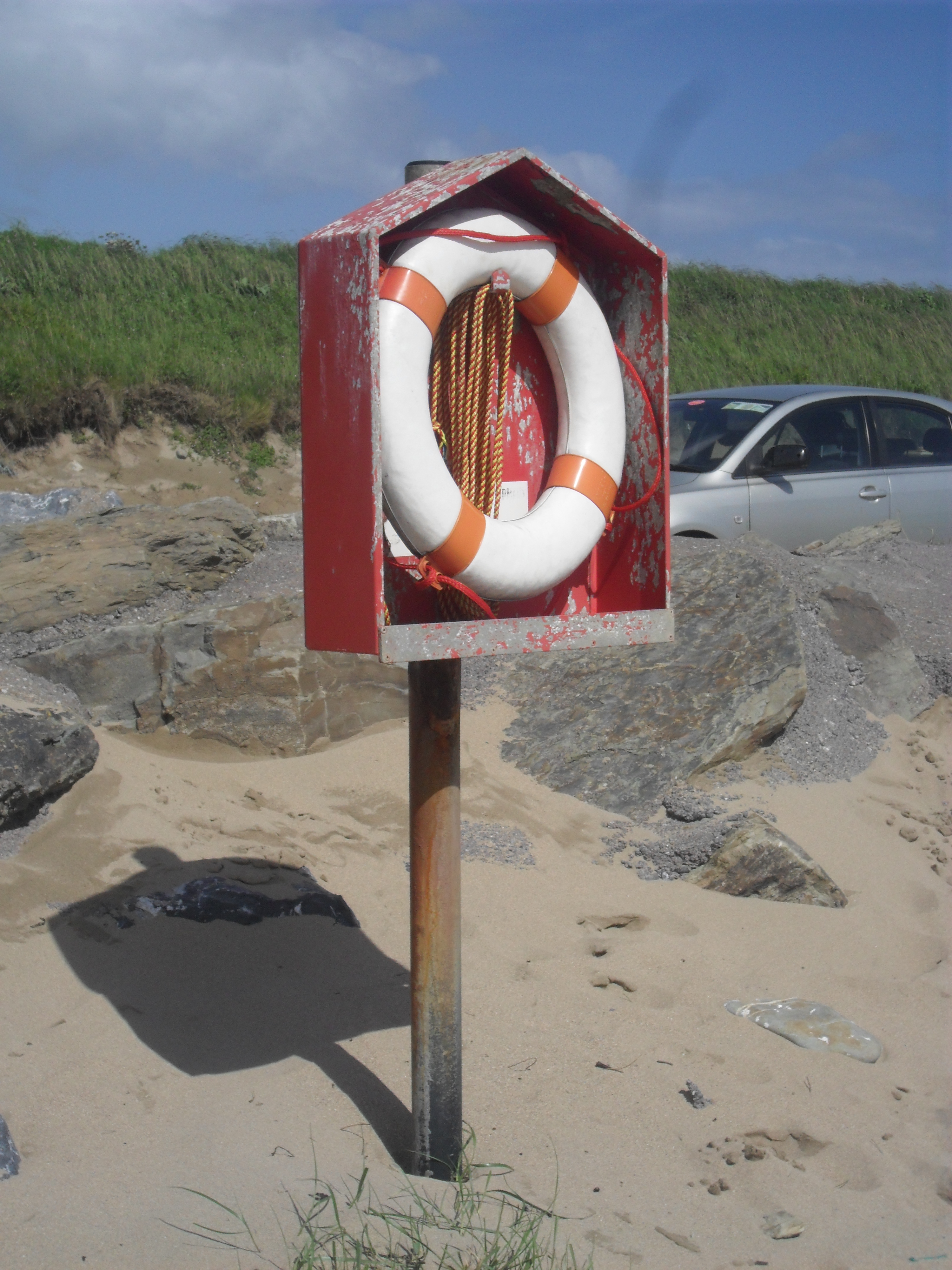
Phao cứu sinh và dây ném tại bải biển
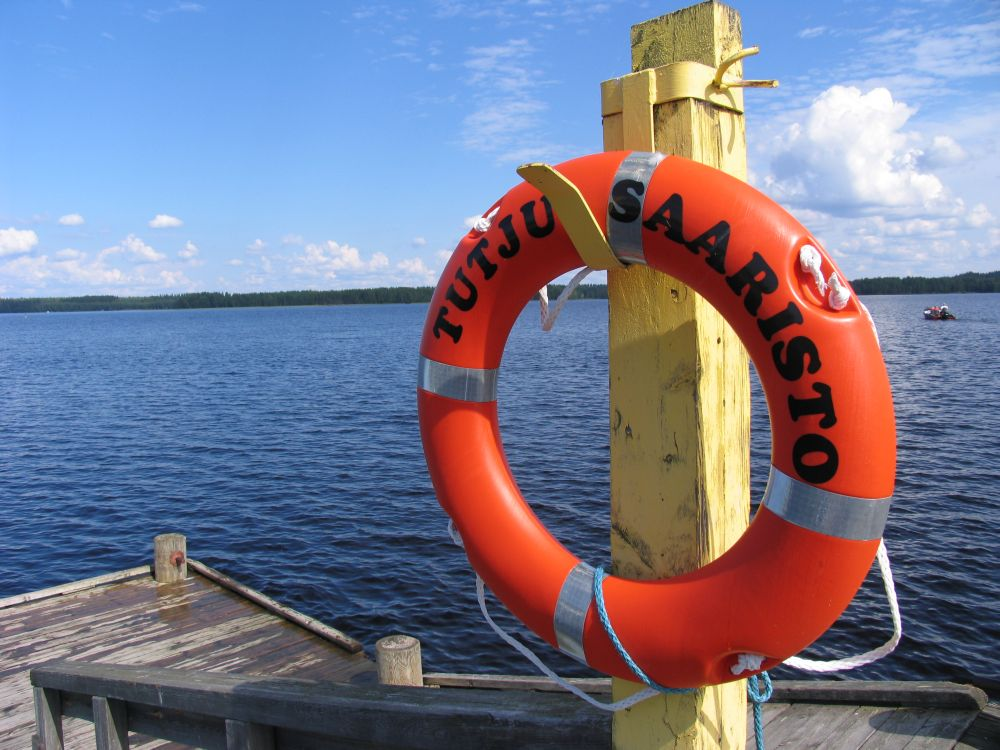
Phao cứu sinh[7] tại Tutjuniemi của Cảng Saaristo ở Liperi, Bắc Karelia, Phần Lan